# Люффа египетская
Лю́ффа еги́петская, или Лю́ффа цилиндри́ческая (лат. Luffa aegyptiaca) — вид растений из рода Люффа (Luffa) семейства Тыквенные (Cucurbitaceae). Культивируется во многих странах с тропическим и субтропическим климатом.

## Ботаническое описание
Однолетняя лиана длиной 3—6 м с шероховатыми на рёбрах пятигранными стеблями, цепляющимися за опору с помощью разветвлённых (обычно трёхраздельных) усиков.
Листья 15—25 см в окружности, пальчато-пятилопастные, на черешках длиной до 12 см.
Цветки раздельнополые, с пятью ярко-жёлтыми лепестками. Тычиночные цветки собраны в кистевидные соцветия по 15—20 цветков, пестичные — одиночные, расположены в пазухах того же листа, что и тычиночные.
Плоды цилиндрические или булавовидные, длиной до 50 см (иногда и более), диаметром 6—10 см, гладкий, без рёбер. Семена многочисленные, сплюснуто-яйцевидные, длиной около сантиметра, гладкие, имеют краевую каёмку шириной 0,5—1 мм.

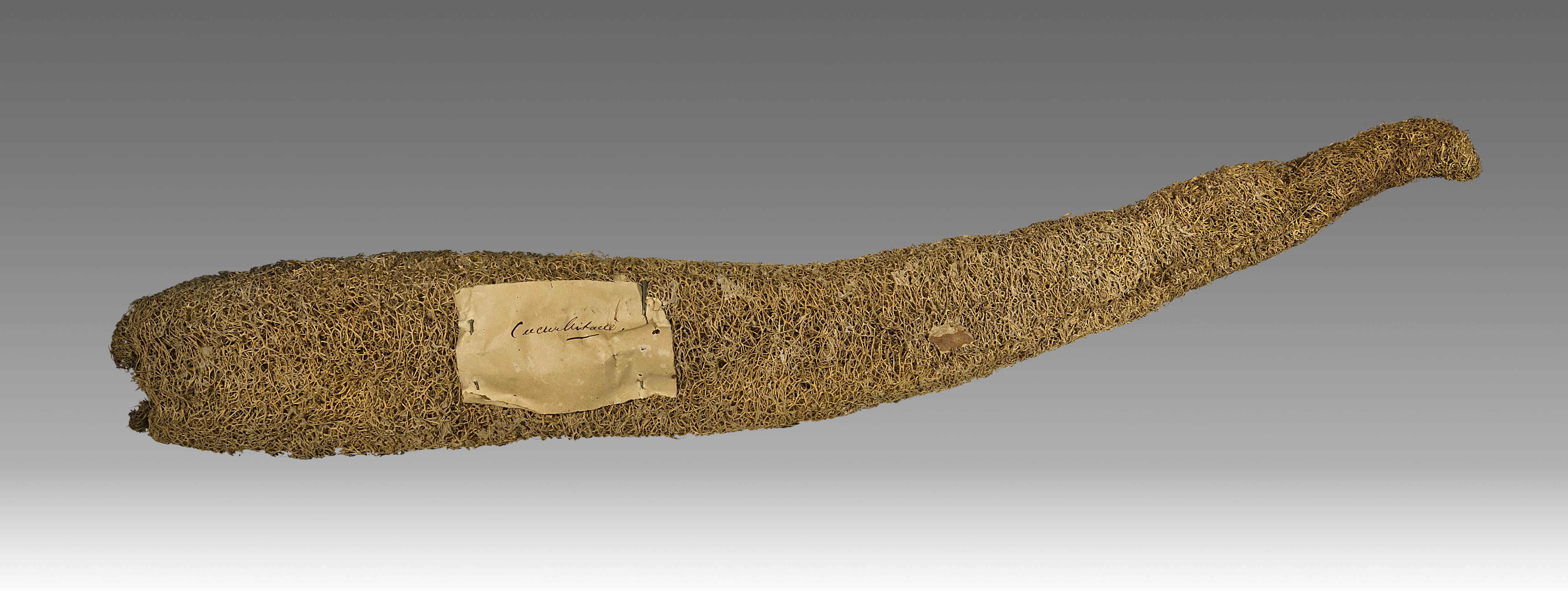
Губка, извлечённая из плода люффы

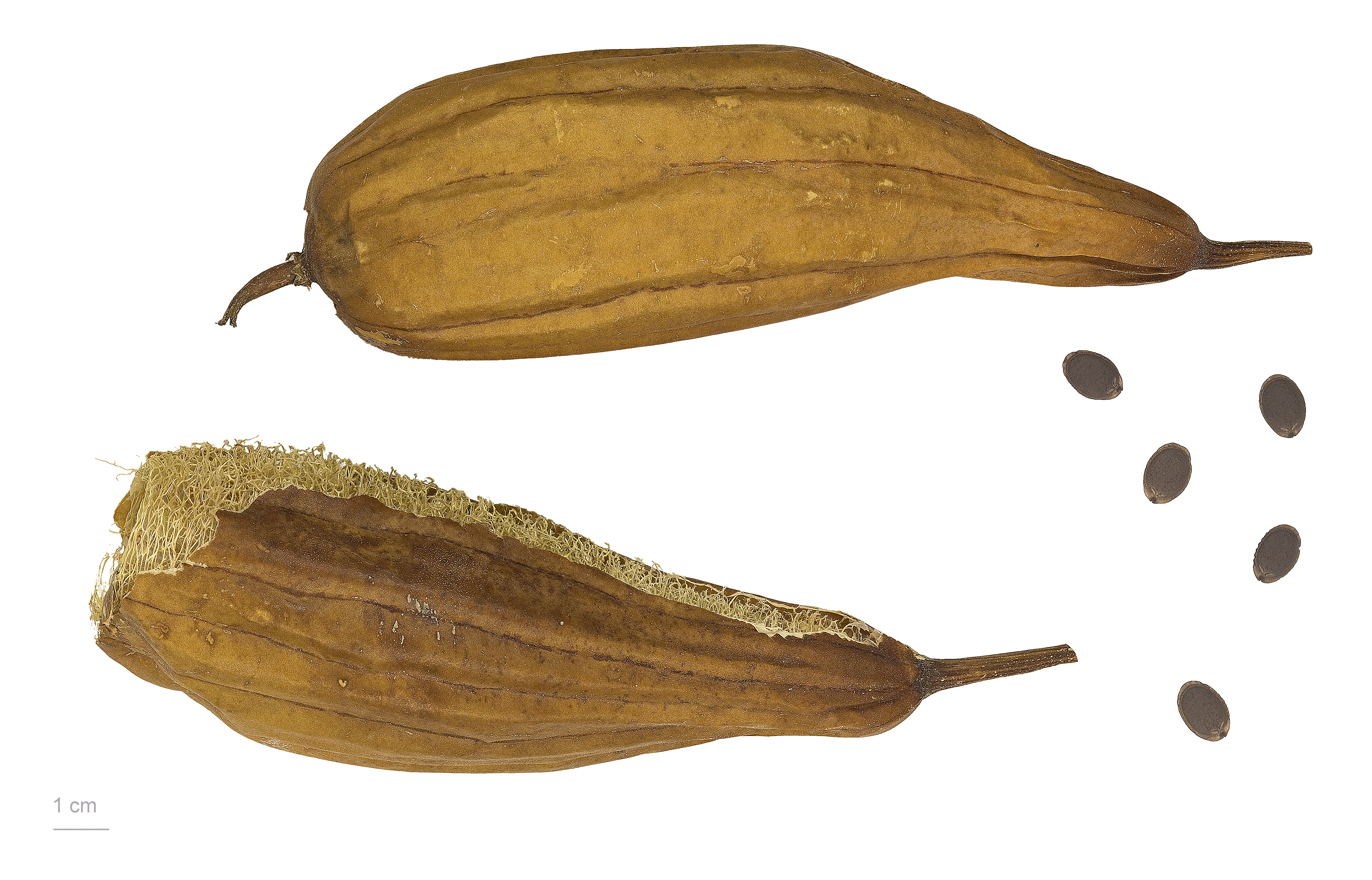
Плоды и семена

## Значение и применение
Плоды используются так же, как и плоды люффы остроребристой. Молодые плоды употребляют в пищу сырыми, варёными или тушёными, добавляют в различные блюда, консервируют. Губку из переплетённых проводящих пучков, образующуюся в высохших спелых плодах, используют для изготовления мочалок для мытья, фильтров, изоляционных материалов, ковриков, головных уборов и других подобных изделий.